# 小行星3296
小行星3296（3296 Bosque Alegre）是一颗绕太阳运转的小行星，为主小行星带小行星。该小行星于1975年9月30日发现。

## 轨道参数
小行星3296的轨道半长轴为2.6539754 UA，离心率为0.196。